# Julie Coin
Julie Coin (Amiens, 2 de desembre de 1982) és una tennista professional francesa retirada. Va desenvolupar la major part de la seva carrera en el circuit ITF.
Essent una jugadora pràcticament desconeguda, es donà a conèixer després de guanyar la número 1 del món i 1a cap de sèrie, Ana Ivanović, en la segona ronda de l'Obert dels Estats Units de 2008. En eixe moment, Coin ocupava el lloc 188 del món. Va arribar a ocupar el lloc 60 del rànquing individual i el 49 en el de dobles femenins. Va formar part de l'equip francès de la Fed Cup.
Al llarg de la seua carrera ha guanyat deu títols de la Federació Internacional de Tennis en categoria individual i altres setze en categoria de dobles femenins.

## Biografia
Fill de Doriane i Philippe Coin, ambdós foren jugadors d'handbol francesos. Va començar a jugar a tennis de petita en el mateix club que Amélie Mauresmo. Es va traslladar als Estats Units per estudiar matemàtiques en la Clemson University, on es va graduar mentre seguia jugant a tennis en la NCAA amb molt bons resultats.

## Palmarès

### Circuit ITF

#### Individual: 22 (10–12)
| Circuit ITF             |
| ----------------------- |
| Torneigs 100.000$ (1−1) |
| Torneigs 75.000$ (0−0)  |
| Torneigs 50.000$ (3−4)  |
| Torneigs 25.000$ (3−5)  |
| Torneigs 15.000$ (0−0)  |
| Torneigs 10.000$ (3−2)  |

| Títols per superfície |
| --------------------- |
| Dura (10−10)          |
| Gespa (0−0)           |
| Terra batuda (0−1)    |
| Moqueta (0−1)         |

| Resultat   | Núm. | Data                   | Torneig                            | Superfície       | Oponent                   | Marcador            |
| ---------- | ---- | ---------------------- | ---------------------------------- | ---------------- | ------------------------- | ------------------- |
| Guanyadora | 1.   | 24 de juliol de 2005   | Les Contamines, França             | Dura             | Dominika Nociarová        | 6−7(5), 6−2, 4−6    |
| Guanyadora | 2.   | 14 d'agost de 2005     | Londres, Regne Unit                | Dura             | Claire Peterzan           | 6−4, 1−6, 6−3       |
| Finalista  | 1.   | 22 de gener de 2006    | Oberhaching, Alemanya              | Moqueta (i)      | Sabine Klaschka           | 6−7(0), 6−4, 3−6    |
| Finalista  | 2.   | 26 de març de 2006     | Amiens, França                     | Terra batuda (i) | Iaroslava Xvédova         | 6−2, 5−7, 4−6       |
| Guanyadora | 3.   | 17 de març de 2007     | Mérida, Mèxic                      | Dura (i)         | Vanina García Sokol       | 7−5, 6−4            |
| Finalista  | 3.   | 29 de juliol de 2007   | Les Contamines                     | Dura             | Yanina Wickmayer          | 2−6, 6−7(3)         |
| Guanyadora | 4.   | 3 de febrer de 2008    | Belfort, França                    | Dura             | Virginie Pichet           | 6−0, 6−3            |
| Finalista  | 4.   | 28 de juliol de 2008   | Vancouver, Canadà                  | Dura             | Urszula Radwańska         | 6−2, 3−6, 5−7       |
| Guanyadora | 5.   | 12 d'octubre de 2008   | Joué-lès-Tours, França             | Dura             | Stéphanie Foretz          | 7−6(7), 7−6(3)      |
| Finalista  | 5.   | 20 d'octubre de 2008   | Poitiers, França                   | Dura (i)         | Anastassia Pavliutxénkova | 4−6, 3−6            |
| Guanyadora | 6.   | 1 de març de 2009      | Clearwater, Estats Units           | Dura             | Yanina Wickmayer          | 6−3, 1−1, retirada  |
| Finalista  | 6.   | 26 de juliol de 2009   | Lexington, Estats Units            | Dura             | Sania Mirza               | 6−7(5), 4−6         |
| Guanyadora | 7.   | 11 d'octubre de 2009   | Tòquio, Japó                       | Dura             | Olga Savchuk              | 7−6(6), 4−6, 7−6(6) |
| Finalista  | 7.   | 31 de juliol de 2011   | Vigo, Espanya                      | Dura             | Iryna Brémond             | 6−7(3), 6−1, 6−7(3) |
| Finalista  | 8.   | 8 de juliol de 2012    | Denver, Estats Units               | Dura             | Nicole Gibbs              | 2−6, 6−6, 4−6       |
| Finalista  | 9.   | 11 de novembre de 2012 | Équeurdreville-Hainneville, França | Dura (i)         | Alison Van Uytvanck       | 1−6, 6−3, 3−6       |
| Finalista  | 10.  | 10 de febrer de 2013   | Rancho Mirage, Estats Units        | Dura             | Sachie Ishizu             | 3−6, 6−7(3)         |
| Finalista  | 11.  | 28 de juliol de 2013   | Lexington (2)                      | Dura             | Shelby Rogers             | 4−6, 6−7(3)         |
| Guanyadora | 8.   | 29 de setembre de 2013 | Clermont-Ferrand, França           | Dura (i)         | Doroteja Erić             | 3−6, 6−1, 6−4       |
| Finalista  | 12.  | 28 de setembre de 2014 | Clermont-Ferrand                   | Dura (i)         | Richèl Hogenkamp          | 1−6, 3−6            |
| Guanyadora | 9.   | 26 d'octubre de 2014   | Ville de Saguenay, Canadà          | Dura (i)         | Jovana Jakšić             | 7−5, 6−3            |
| Guanyadora | 10.  | 19 d'abril de 2015     | Ponta Delgada, Portugal            | Dura             | Georgina García Pérez     | 6−0, 6−1            |

#### Dobles femenins: 27 (16–11)
| Circuit ITF             |
| ----------------------- |
| Torneigs 100.000$ (3−2) |
| Torneigs 75.000$ (0−0)  |
| Torneigs 50.000$ (4−4)  |
| Torneigs 25.000$ (5−3)  |
| Torneigs 15.000$ (0−0)  |
| Torneigs 10.000$ (4−2)  |

| Títols per superfície |
| --------------------- |
| Dura (10−8)           |
| Gespa (1−0)           |
| Terra batuda (5−3)    |
| Moqueta (0−0)         |

| Resultat   | Núm. | Data                   | Torneig                        | Superfície       | Parella                | Oponents                                   | Marcador            |
| ---------- | ---- | ---------------------- | ------------------------------ | ---------------- | ---------------------- | ------------------------------------------ | ------------------- |
| Guanyadora | 1.   | 26 de març de 2001     | Amiens, França                 | Terra batuda     | Olivia Cappelletti     | Bianca Cremer Jelena Pandžić               | 7−5, 6−1            |
| Guanyadora | 2.   | 4 de juliol de 2005    | Le Touquet, França             | Terra batuda     | Alice Hall             | Karla Mraz Virginie Pichet                 | 7−5, 7−6(5)         |
| Finalista  | 1.   | 15 de gener de 2006    | Stuttgart, Alemanya Occidental | Dura (i)         | Kildine Chevalier      | Darija Jurak Renata Voráčová               | 2−6, 1−6            |
| Finalista  | 2.   | 26 de març de 2006     | Amiens                         | Terra batuda (i) | Karla Mraz             | Olga Panova Iaroslava Xvédova              | 4−6, 1−6            |
| Guanyadora | 3.   | 27 de gener de 2007    | Grenoble, França               | Dura             | Sherazad Benamar       | Stéphanie Rizzi Karolina Kosińska          | 1−6, 7−5, 6−4       |
| Guanyadora | 4.   | 17 de març de 2008     | Tenerife, Espanya              | Dura             | Violette Huck          | M. Jugić-Salkić Tzipora Obziler            | 6−4, 6−3            |
| Finalista  | 3.   | 4 de maig de 2008      | Cagnes-sur-Mer, França         | Terra batuda     | Marie-Ève Pelletier    | Monica Niculescu Renata Voráčová           | 7−6(2), 1−6, [5−10] |
| Guanyadora | 5.   | 28 de juny de 2008     | Getxo, Espanya                 | Terra batuda     | Story Tweedie-Yates    | E. Cabeza Candela S. del Barrio Aragón     | 6−3, 6−1            |
| Guanyadora | 6.   | 20 de setembre de 2008 | Madrid, Espanya                | Dura             | Irena Pavlovic         | Yuliya Beygelzimer Anastasia Poltoratskaya | 6−3, 6−4            |
| Finalista  | 4.   | 11 d'octubre de 2008   | Joué-lès-Tours, França         | Dura             | Violette Huck          | M. Jugić-Salkić Kristina Barrois           | 2−6, 6−7            |
| Guanyadora | 7.   | 3 de maig de 2009      | Cagnes-sur-Mer                 | Terra batuda     | Marie-Ève Pelletier    | Anna Tatishvili Erica Krauth               | 6−4, 6−3            |
| Finalista  | 5.   | 29 d'agost de 2009     | Bronx, Estats Units            | Dura             | Marie-Ève Pelletier    | Anna-Lena Grönefeld Vania King             | 0−6, 3−6            |
| Guanyadora | 8.   | 1 de novembre de 2009  | Poitiers, França               | Dura (i)         | Marie-Ève Pelletier    | Marta Domachowska Michaëlla Krajicek       | 6−3, 3−6, [10−3]    |
| Guanyadora | 9.   | 16 de juliol de 2011   | Woking, Regne Unit             | Dura             | Eva Hrdinová           | Emma Laine Melanie South                   | 6−1, 3−6, [10−8]    |
| Guanyadora | 10.  | 24 de juliol de 2011   | Les Contamines, França         | Dura             | Eva Hrdinová           | Maria Abramović Nicole Clerico             | 6−3, 6−2            |
| Guanyadora | 11.  | 28 d'agost de 2011     | Istanbul, Turquia              | Dura             | Eva Hrdinová           | Sandra Klemenschits Irena Pavlovic         | 6−4, 7−5            |
| Finalista  | 6.   | 6 de novembre de 2011  | Nantes, França                 | Dura             | Eva Hrdinová           | Stéphanie Foretz Kristina Mladenovic       | 0−6, 4−6            |
| Finalista  | 7.   | 28 de gener de 2012    | Andrézieux-Bouthéon, França    | Dura (i)         | Eva Hrdinová           | Karolína Plísková Kristýna Plíšková        | 4−6, 6−4, [5−10]    |
| Finalista  | 8.   | 24 de març de 2012     | Bath, Regne Unit               | Dura (i)         | Melanie South          | Tatjana Maria Stephanie Vogt               | 3−6, 6−3, [3−10]    |
| Guanyadora | 12.  | 14 d'abril de 2012     | Pelham, Estats Units           | Terra batuda     | Marie-Ève Pelletier    | Elena Bovina Ekaterina Bychkova            | 7−5, 6−4            |
| Guanyadora | 13.  | 13 d'octubre de 2012   | Joué-lès-Tours                 | Dura (i)         | Séverine Beltrame      | Justyna Jegiołka Diāna Marcinkēviča        | 7−5, 6−4            |
| Guanyadora | 14.  | 15 de juny de 2013     | Nottingham, Regne Unit         | Gespa            | Stéphanie Foretz Gacon | Julia Glushko Erika Sema                   | 6−2, 6−4            |
| Finalista  | 9.   | 20 de juliol de 2013   | Granby, Canadà                 | Dura             | Emily Webley-Smith     | Lena Litvak Carol Zhao                     | 5−7, 4−6            |
| Guanyadora | 15.  | 13 d'octubre de 2013   | Joué-lès-Tours (2)             | Dura (i)         | Ana Vrljić             | Andrea Hlaváčková Michaëlla Krajicek       | 6−3, 4−6, [15−13]   |
| Guanyadora | 16.  | 8 de febrer de 2015    | Midland, Estats Units          | Dura (i)         | Emily Webley-Smith     | Jacqueline Cako Sachia Vickery             | 4−6, 7−6, [11−9]    |
| Finalista  | 10.  | 11 d'abril de 2015     | Croissy-Beaubourg, França      | Dura (i)         | Mathilde Johansson     | Jocelyn Rae Anna Smith                     | 6−7(5), 6−7(2)      |
| Finalista  | 11.  | 10 de maig de 2015     | Tunis, Tunísia                 | Terra batuda     | Stéphanie Foretz       | María Irigoyen Paula Kania                 | 1−6, 3−6            |

## Trajectòria

### Individual
| Open d'Austràlia | A   | A   | Q1 | 2R | 2R  | A   | A   | Q1  | A   | A   | 0 / 2 | 2 – 2 |
| Roland Garros | Q1  | Q1  | Q2 | 2R | 1R  | Q1  | Q1  | Q1  | A   | Q2  | 0 / 2 | 1 – 2 |
| Wimbledon | A   | A   | Q1 | 1R | 1R  | A   | A   | Q2  | A   | Q2  | 0 / 2 | 0 – 2 |
| US Open | A   | Q2  | 3R | 2R | 1R  | A   | Q1  | Q1  | A   | Q1  | 0 / 3 | 3 – 3 |
| Rànquing a final d'any | 269 | 200 | 96 | 75 | 212 | 265 | 221 | 156 | 247 | 236 |       |       |
| Llegenda: G: Guanyadora; F: Finalista; SF: Semifinalista; QF: Quarts de final; Q: Qualificació; A: Absent; RR: Round Robin; |     |     |    |    |     |     |     |     |     |     |       |       |

### Dobles femenins
| Open d'Austràlia | A   | A   | A   | A  | 2R | A   | A   | A   | A   | A   | 0 / 1  | 1 – 1  |
| Roland Garros | 1R  | 1R  | 2R  | 2R | 1R | 1R  | 1R  | 2R  | 3R  | 1R  | 0 / 10 | 5 – 10 |
| Wimbledon | A   | A   | A   | 1R | 1R | A   | A   | A   | A   | A   | 0 / 2  | 0 – 2  |
| US Open | A   | A   | A   | 2R | 1R | A   | A   | A   | A   | A   | 0 / 2  | 1 – 2  |
| Rànquing a final d'any | 581 | 383 | 143 | 65 | 64 | 168 | 133 | 108 | 188 | 151 |        |        |
| Llegenda: G: Guanyadora; F: Finalista; SF: Semifinalista; QF: Quarts de final; Q: Qualificació; A: Absent; RR: Round Robin; |     |     |     |    |    |     |     |     |     |     |        |        |

### Dobles mixts
| Open d'Austràlia | Absent | Absent | Absent | Absent | Absent | Absent | Absent | 0 / 0 | 0 – 0 |
| Roland Garros | 1R     | 2R     | 1R     | 1R     | 1R     | 1R     | 1R     | 0 / 7 | 1 – 7 |
| Wimbledon | Absent | Absent | Absent | Absent | Absent | Absent | Absent | 0 / 0 | 0 – 0 |
| US Open | Absent | Absent | Absent | Absent | Absent | Absent | Absent | 0 / 0 | 0 – 0 |
| Llegenda: G: Guanyadora; F: Finalista; SF: Semifinalista; QF: Quarts de final; Q: Qualificació; A: Absent; RR: Round Robin; |        |        |        |        |        |        |        |       |       |